# كولن ماكمانوس
كولن ماكمانوس (19 سبتمبر 1943 بنورتش في المملكة المتحدة - ) (بالإنجليزية: Colin McManus)‏ هو لاعب كريكت بريطاني. لعب مع المقاطعات الوطنية للكريكيت الإنجليزي والويلزي ‏ وNorfolk County Cricket Club ‏.

## وصلات خارجية
- كولن ماكمانوس على موقع إي آس بي آن كريك إنفو (الإنجليزية)